# Benetton
Pour les articles homonymes, voir Benetton (homonymie).

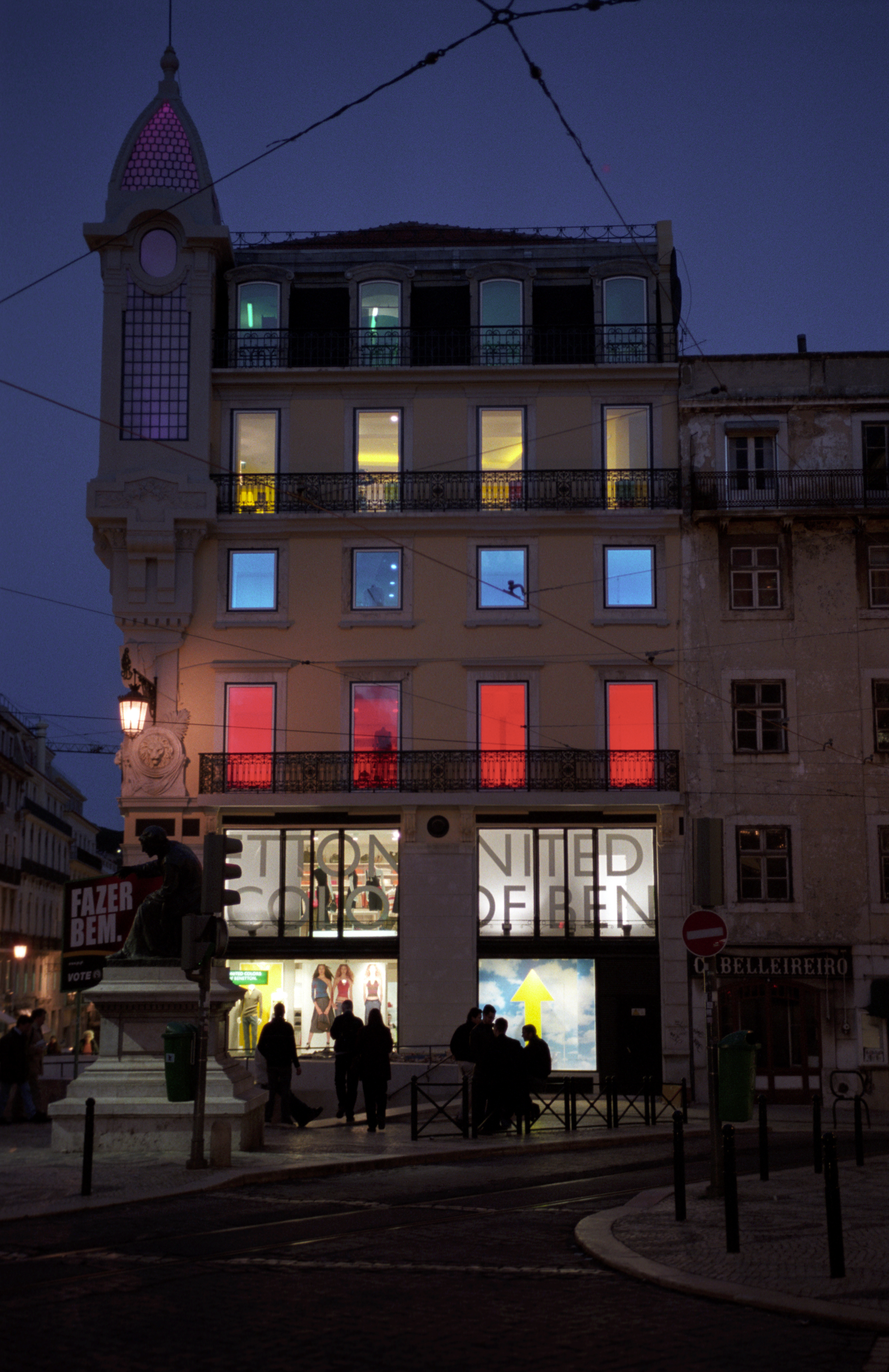
Une boutique de l'enseigne Benetton à Lisbonne.

Benetton Group est une entreprise italienne du secteur de la mode et de l’habillement, fondée en 1965 dans la province de Trévise par Luciano, Gilberto, Giuliana et Carlo Benetton. La société produit plus de 150 millions de vêtements par an, distribués par un réseau de plus de 6 500 points de vente dans plus de 120 pays, affichant un chiffre d’affaires total de plus de deux milliards d’euros.
Le groupe doit surtout sa notoriété à sa communication d’avant-garde et provocatrice, aujourd’hui conçue par Fabrica, le centre de recherche sur la communication du groupe Benetton.
Le groupe a 67 % de ses actions détenues par la société financière de la famille Benetton, Edizione Holding.

## Histoire
La société Benetton est fondée en 1965 à Ponzano Veneto (province de Trévise) par la fratrie Luciano (né en 1935), Giuliana (en) (née en 1937), Gilberto (1941-2018) et Carlo (en) (1943-2018).
En 1968, Benetton inaugure son premier magasin hors Italie, situé à Paris.
En 1972 est née la marque Jeans West. En 1974, Sisley entre dans le portefeuille des marques du groupe Benetton. Dès 1978, l'entreprise exporte 60 % de sa production.
Le premier magasin à New York est inauguré en 1980, sur Madison Avenue puis, en 1982, le premier magasin à Tokyo.
En 1983, le groupe entre dans la Formule 1 en sponsorisant l'équipe Tyrrell Racing, puis Alfa Romeo F1 en 1984 et Toleman en 1985. Benetton rachète l’équipe Toleman à l'inter-saison, fin 1985, et l'inscrit au championnat 1986 sous le nom de Benetton Formula. L'équipe sera vendue à Renault en 2000.
En 1985, la publicité de l'agence reçoit le Grand prix de la publicité Presse Magazine et le Grand prix de la communication publicitaire. Entre 1986 et 1989, le groupe est coté sur les bourses de Milan, Francfort et New York. En 1987, la Fondazione Benetton Studi e Ricerche est créée, qui institue le Prix international de Carlo Scarpa.
En 1991 naît la revue Colors, fondée par Luciano Benetton et Oliviero Toscani. Vendue dans une quarantaine de pays, elle est publiée en quatre langues différentes. En 1994 naît « Fabrica », le centre de recherches sur la communication du groupe Benetton.
En 2003, la famille Benetton se distancie de la gestion et laisse plus de responsabilités aux dirigeants nommés. En 2006, le groupe fête le quarantième anniversaire de son premier défilé au centre Pompidou, à Paris. L’événement marque l’attachement de Benetton à la France. Ainsi que le fondateur le souligne « J’ai deux amours, mon pays et Paris ».
En 2010, Benetton lance It's My Time, le premier casting mondial en ligne.
Fin 2011, Benetton tente de faire remonter son chiffre d’affaires mais heurte la sensibilité de millions de personnes en lançant sa campagne UnHate (des embrassades entre Benoît XVI et l'imam de la mosquée du Caire, entre les présidents coréens et entre le Premier ministre israélien Benjamin Netanyahou et le président de la Palestine Mahmoud Abbas). Des observateurs doutent que celle-ci produise l'effet escompté et considèrent qu'il s'agit d'une mesure malhabile. Dans les années 1990, la marque Benetton diffusait une autre publicité violente montrant un bébé avec cordon ombilical et couvert de sang et de liquide amniotique.
En 2012, Luciano Benetton transmet la direction du groupe qu'il détient depuis quarante-sept ans à son fils Alessandro, alors vice-président depuis six ans. En perte de vitesse face à la concurrence de la fast fashion, Luciano Benetton reprend la tête de l'entreprise début 2017 puis nomme Jean-Charles de Castelbajac directeur artistique fin 2018 et Massimo Renon en tant que directeur général.
Benetton essuie une perte de 230 millions d'euros en 2023. Depuis 2013, le groupe de mode a accumulé des pertes de plus d'un milliard d'euros. En mai 2024, Luciano Benetton quitte l'entreprise accusant ses dirigeants de lui avoir caché l'importance des dettes de la société. Pour la première fois de son histoire, le groupe Benetton ne sera plus dirigé par un membre de sa famille fondatrice.
À la suite du départ de Massimo Renon, Claudio Sforza, Directeur Général du groupe Benetton, et Christian Coco, Président, ont été nommés en 2024.

## Marques
L'entreprise possède plusieurs marques : United Colors of Benetton, Sisley, Playlife et Undercolors of Benetton, qui réunit les collections de lingerie, articles de plage, pyjamas et accessoires pour femme, homme et enfant.

## Siège

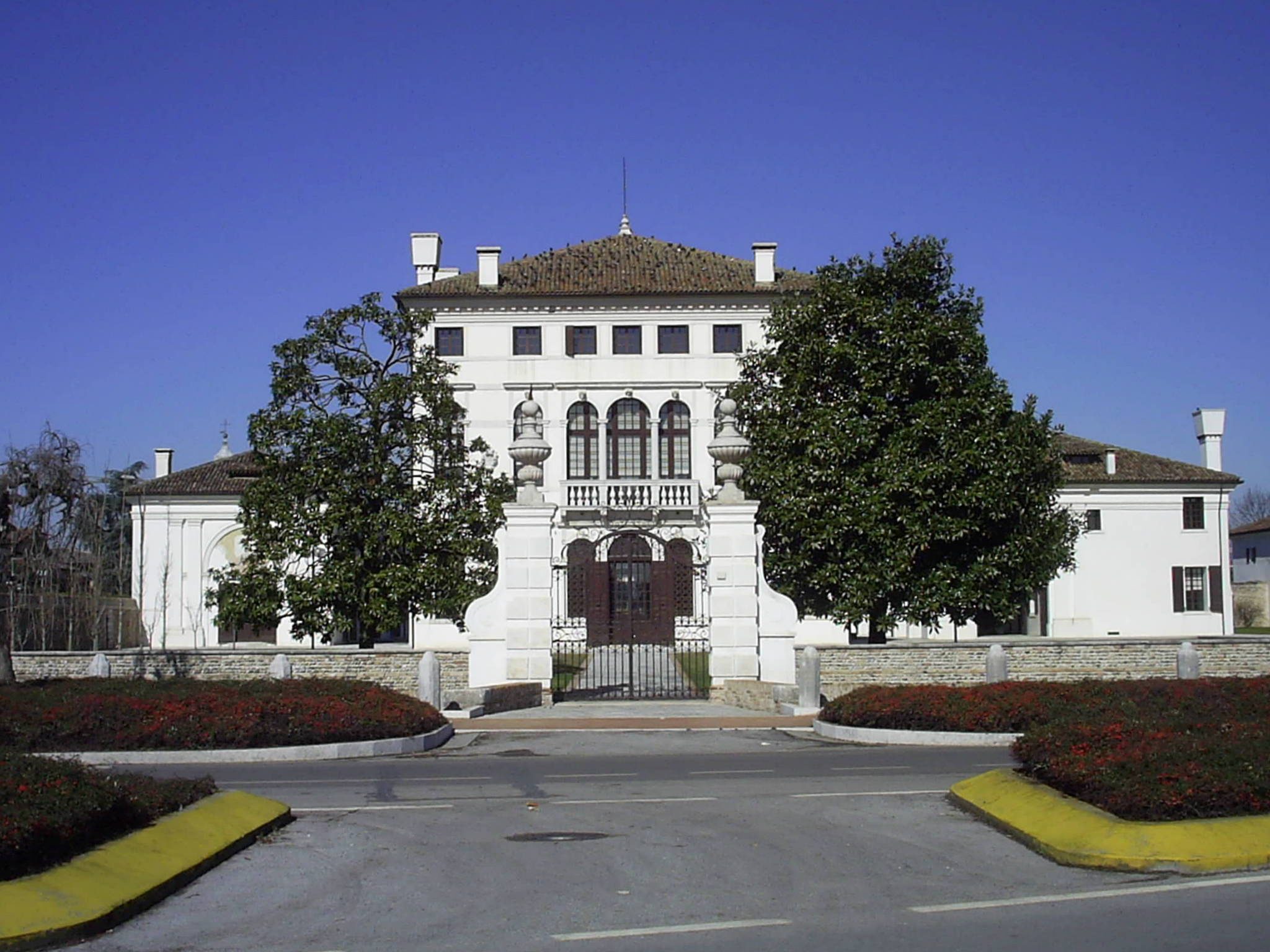
La Villa Minelli où se trouve le siège social du groupe

Le siège social du groupe Benetton se trouve dans la Villa Minelli, à Ponzano Veneto, petite ville située à environ 30 km de Venise. Il s’agit d’un ensemble de bâtiments du XVIe siècle, du plus grand intérêt historique et culturel. Achetée en 1969 par le Groupe Benetton, la Villa Minelli a été restaurée par les architectes Afra et Tobia Scarpa. Les travaux de modernisation et d’aménagement ont duré au total plus de quinze ans. Depuis le milieu des années 1980, la Villa Minelli est devenue le siège du Groupe et le centre vital de toutes ses fonctions stratégiques.

## Fabrica
Créé en 1994, Fabrica est le Centre de recherche sur la communication de Benetton et le fruit de tout le patrimoine culturel du Groupe. Il se trouve à Trévise, dans un bâtiment historique restauré et agrandi par l’architecte Tadao Ando.

## Scandales

### Travail des enfants
Benetton est au cœur d'un scandale en 1998 concernant le travail illégal des enfants en Turquie. Plusieurs enfants âgés de 11 à 13 ans ont été photographiés dans l’usine Tekstil à Istanbul, une usine de textiles liée à Benetton confectionnant quelques-uns des produits vendus par les magasins de l'enseigne Benetton. Depuis le groupe a signé avec ses partenaires turcs un code de conduite pour la prévention du travail des mineurs.

### Accaparement des terres en Patagonie
La firme italienne est au centre d'un autre scandale lié à l'accaparement des terres Mapuches en Patagonie. Via sa compagnie Compania Tierras del Sur Argentina S.A. la famille Benetton possèderait 900 000 hectares ce qui représente 9 % des terres cultivables de Patagonie. Utilisées principalement pour l'élevage d'ovins dont la laine est exportée notamment en Italie, ces terres n'en sont pas moins au cœur de tensions avec la société Mapuche qui revendique historiquement un droit sur ses terres, pour ceux qui protestent, une loi antiterroriste votée au Chili est appliquée,.

### Campagne Unhate
En novembre 2011, Benetton lance la campagne UNHATE et diffuse une série de photomontages présentant des chefs d'État en train de s'embrasser sur la bouche, pouvant tout aussi bien évoquer les baisers strictement protocolaires qui étaient en usage entre les dirigeants de l'ex bloc de l'Est, que des baisers à caractère sexuels (et homosexuels pour la plupart des visuels de la campagne). L'un d'entre eux, qui suscite plus particulièrement une vive polémique, est un baiser entre le Pape Benoît XVI et Ahmed el-Tayeb, l'imam de la mosquée al-Azhar du Caire puis entre Benjamin Netanyahou, Premier ministre israélien et Mahmoud Abbas, le président de la Palestine. Face aux protestations et aux menaces de poursuites pénales émises par le Vatican, Benetton fait marche arrière : le groupe présente des excuses, supprime le photomontage de son site web et fait retirer les affiches correspondantes des rues et des magasins, ce qui a pour effet de clore le « contentieux ». Néanmoins, d'innombrables copies ont déjà été dispersées dans le monde entier,. La campagne est même critiquée par le célèbre photographe Oliviero Toscani, auteur des anciennes publicités choc de la marque, qui la juge « pathétique ».
La publicité Unhate de United Colours of Benetton rappelle également celle montrant Giusy, un bébé couvert de sang et de liquide amniotique, et gardant le cordon ombilical.

### Effondrement du Rana Plaza
Le 24 avril 2013, un immeuble de Dacca, la capitale du Bangladesh, s'effondre en engloutissant plus d’un millier de travailleurs du textiles. Le 17 avril 2015, le groupe de textile italien annonce le versement de 1,1 million de dollars au fonds destiné à dédommager les victimes de l'effondrement.